# 신찬미
신찬미(1992년 9월 22일 ~ )은 대한민국의 개그우먼이다. 동아방송예술대학교 방송연예과 졸업

## 학력
- 동아방송예술대학교 방송연예과

## 출연 작품
- 웃찾사 (SBS)
- 개그투나잇 (SBS)